# Индира Ганди (национальный парк)
Индира Ганди (тамил. இந்திரா காந்தி வனவிலங்கு உய்வகம் மற்றும் தேசியப்பூங்கா, хинди: इंदिरा गांधी राष्ट्रीय उद्यान) — национальный парк в индийском штате Тамилнад. Расположен на территории горного хребта Анаймалай, в округе Коимбатур, примерно в 75 км от города Коимбатур. Парк площадью 108 км² является центром одноимённого заповедника площадью 958 км², ранее известного как заповедник Анаймалай. Заповедник был создан в 1974 году, а в 1989 году на его территории был выделен национальный парк.

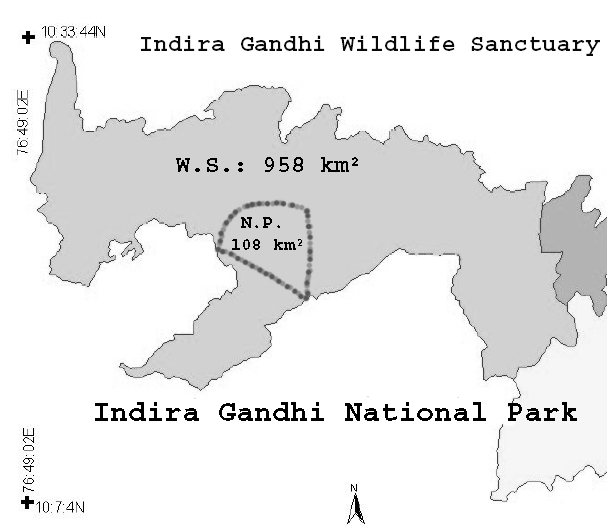
Расположение парка и заповедника

Парк был назван в честь известного политического деятеля и премьер-министра Индии, Индиры Ганди, которая посетила эту территорию 7 октября 1961 года.

## Флора
На территории национального парка насчитывается более 2000 видов растений, из которых 400 видов имеют медицинское значение. Здесь произрастает более 100 видов орхидей, множество папоротников, пальм и тростников.

## Фауна
Фауна включает тигров, слонов, красного волка, нилгирийского тара, гауров, мангустов, гигантскую белку, индийских леопардов, индийского ящера, губача, обыкновенного шакала, камышовую кошку и др. Также в парке обитают около 250 видов птиц и более 300 видов бабочек.